# Mieszanie (proces)

Mieszalnik okresowy

Mieszanie – proces jednostkowy, polegający na uzyskaniu jednorodności w środowisku jedno- lub wielofazowym, pod względem stężenia, gęstości, temperatury i innych właściwości mieszaniny. Jest to sposób zwiększenia intensyfikacji procesów wymiany ciepła, wymiany masy oraz przyspieszania reakcji. Celem zoptymalizowania mieszania jest uzyskanie wymaganego stopnia wymieszania w krótkim czasie i przy jak najmniejszym nakładzie energii.

Decydującą rolę pełni stan skupienia, zdolność do mieszania maleje z gazów, przez ciecze, do ciał stałych. Urządzenia do mieszania w fazie ciekłej to mieszalniki (mieszadła), ciał sypkich - mieszarki, do cieczy lepkich, stężonych zawiesin, szlamów i różnego rodzaju past - zagniatarki.

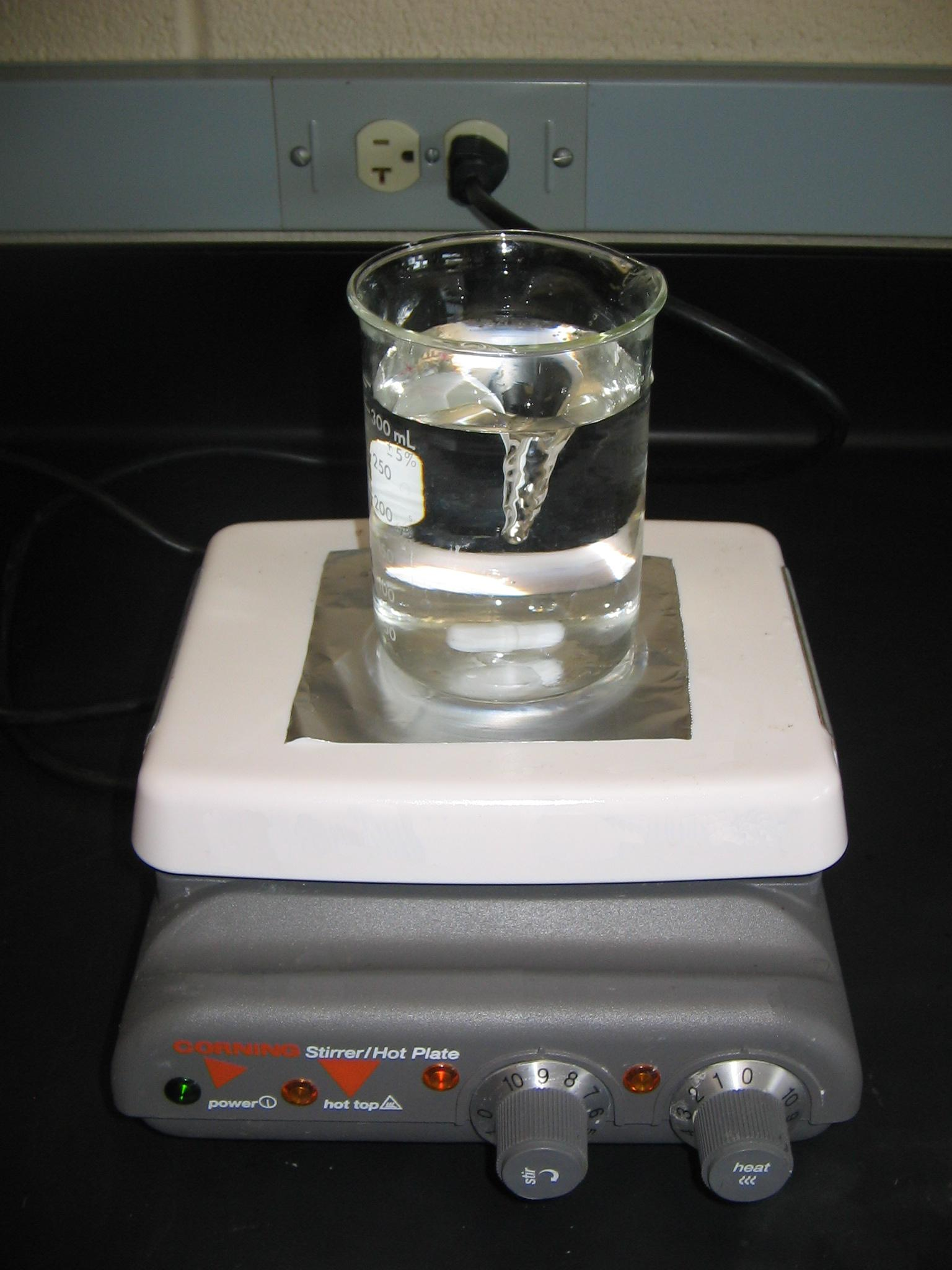
Mieszadło magnetyczne.
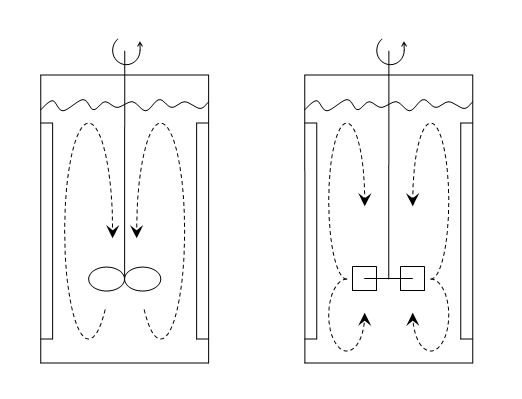
Ruch płynu w mieszalniku.